# جانيت بيري
جانيت بيري (بالإنجليزية: Janet Perry)‏ هي مغنية أوبرا ومغنية أمريكية، ولدت في 27 ديسمبر 1947 في منيابولس في الولايات المتحدة.

## وصلات خارجية
- جانيت بيري على موقع IMDb (الإنجليزية)
- جانيت بيري على موقع ميوزك برينز (الإنجليزية)
- جانيت بيري على موقع أول ميوزيك (الإنجليزية)
- جانيت بيري على موقع ديسكوغز (الإنجليزية)
- جانيت بيري على موقع قاعدة بيانات الفيلم (الإنجليزية)